# Gerhard Tokár
Gerhard Tokár (* 15. března 1948) je bývalý slovenský fotbalový obránce. Hrál také na postu útočníka.

## Hráčská kariéra
V československé lize hrál za VSS Košice, aniž by skóroval. V 70. letech hrál za Odevné závody kapitána Nálepku Svidník.

### Prvoligová bilance
| Ročník          | Zápasy | Góly | Minuty | Klub       |
| --------------- | ------ | ---- | ------ | ---------- |
| I. liga 1968/69 | 3      | 0    | –      | VSS Košice |
| CELKEM I. LIGA  | 3      | 0    | –      |            |